# خود درمانی
خود درمانی یک رفتار انسانی است که در آن یک فرد از یک ماده یا هرگونه نفوذ خارجی برای درمان بیماری‌های جسمی و روحی خود استفاده می‌کند.
در روانشناسی، خوددرمانی با داروهای روانگردان معمولاً در زمینه استفاده از مواد مخدر تفریحی، الکل و سایر اشکال برای رفع کاهش علائم ناراحتی روانی ، استرس و اضطراب ، مورد استفاده قرار میگیرد،این استفاده خود سرانه می‌تواند به عنوان یک آسیب جدی برای سلامت جسمی و روانی عمل کند. در دانشجویان  استفاده از داروهایی مانند آدرال، ریتالین و کنسرتا به طور گسترده گزارش شده که این مصارف در ادبیات مربوط به خود درمانی مورد بحث قرار گرفته است.
از آنجایی که داروهای مختلف اثرهای متفاوتی دارند، ممکن است به دلایل مختلفی استفاده شوند. بر اساس فرضیه خوددرمانی (SMH)، انتخاب یک داروی خاص توسط افراد تصادفی نیست، بلکه نتیجه شرایط روانی افراد است، زیرا داروی منتخب باعث التیام وی می شود. فرض بر این است که اعتیاد به‌عنوان وسیله‌ای جبران‌کننده برای تعدیل اثرات و درمان حالات روان‌شناختی ناراحت‌کننده عمل می‌کند، به موجب آن افراد دارویی را انتخاب می‌کنند که به بهترین وجه نوع خاص پریشانی روانی آنها را مدیریت کند و به آنها کمک کند تا به ثبات عاطفی دست یابند.
به‌طور کلی، خود درمانی به عنوان "استفاده از داروها برای درمان اختلالات خودآزاری یا علائم یا استفاده متناوب یا ادامه استفاده از داروهای تجویزی برای بیماری یا نشانه‌های مزمن یا عود کننده تعریف شده‌است"